# وارطان هوهانیسیان
وارطان هوهانیسیان (انگلیسی: Vardan Hovhannisyan) کارگردان و تهیه‌کننده فیلم اهل ارمنستان است.
وی از سال ۱۹۸۸ تا ۱۹۹۱ یک فیلم‌بردار کارمزد بود که به نقاط جنگی و درگیرِ اختلافاتِ قومی (پس از سقوط اتحاد جماهیر شوروی سوسیالیستی) می‌رفت و اخبار و گزارش‌های بین‌المللی تهیه می‌کرد. او دو مرتبه حینِ تهیه گزارش، در جنگ قره‌باغ اسیر و زندانی شد.
از جمله فیلم‌های او می‌توان به روایتی از مردم در جنگ و صلح اشاره کرد که از شبکه‌های بی‌بی‌سی و آرته پخش شده و برندهٔ بیش از ۲۰ جایزه بین‌المللی گردید که از آن میان می‌توان به جایزهٔ فدراسیون بین‌المللی منتقدان فیلم، جشنواره فیلم ترایبکا، جشنواره بین‌المللی فیلم مستند آمستردام و جشنواره بین‌المللی فیلم زردآلوی طلایی ایروان اشاره کرد.